# Badmintonmeisterschaft von Trinidad und Tobago
Badmintonmeisterschaften von Trinidad und Tobago werden seit 1965 ausgetragen.

## Titelträger
| Saison    | Herreneinzel      | Dameneinzel        | Herrendoppel                   | Damendoppel                         | Mixed                                  |
| --------- | ----------------- | ------------------ | ------------------------------ | ----------------------------------- | -------------------------------------- |
| 1965      | Anthony Chen      | Jeanne Hewitt      | Anthony Chen Keith Fung        | Jeanne Hewitt Winn Butler           | Anthony Chen Shirley Kelsick           |
| 1966      | Patrick Kam       | Jeanne Hewitt      | Patrick Kam Keith Fung         | Jeanne Hewitt Winn Butler           | Patrick Kam Jeanne Hewitt              |
| 1967      | Patrick Kam       | Winn Butler        | Patrick Kam Stafford Lau       | Moyra Carr M. Ironside              | Franklyn St. Bernard Marion Allan      |
| 1968      | Anthony Chen      | Moyra Carr         | Anthony Chen Keith Fung        | Moyra Carr M. Ironside              | Anthony Chen Shirley Kelsick           |
| 1969      | Winston Young Pow | Moyra Carr         | Winston Young Pow Stafford Lau | Moyra Carr Marion Allan             | Ralph Shah Moyra Carr                  |
| 1970      | Patrick Kam       | Georgia Wong       | Winston Young Pow Ralph Shah   | Joyce Chinasing Yolande Young Pow   | Keith Fung Georgia Wong                |
| 1971      | Trevor Smith      | Georgia Wong       | Keith Fung Patrick Kam         | Joyce Chinasing Yolande Young Pow   | Keith Fung Georgia Wong                |
| 1972 1973 | keine Daten       | keine Daten        | keine Daten                    | keine Daten                         | keine Daten                            |
| 1974      | Anthony Chen      | Beena Narwani      | Rameesh Narwani Dillon Madray  | Beena Narwani Shirley Kelsick       | Rameesh Narwani Beena Narwani          |
| 1975      | Anthony Chen      | Beena Narwani      | Anthony Chen K. Fung           | Beena Narwani Virginia Chariandy    | D. Madray Beena Narwani                |
| 1976      | keine Daten       | keine Daten        | keine Daten                    | keine Daten                         | keine Daten                            |
| 1977      | Rameesh Narwani   | Beena Narwani      | N. Babooram D. Dulal-Whiteway  | Beena Narwani Virginia Chariandy    | D. Madray Beena Narwani                |
| 1978 1981 | keine Daten       | keine Daten        | keine Daten                    | keine Daten                         | keine Daten                            |
| 1982      |                   | Debra O’Connor     |                                | Debra O’Connor Beverly Tang Choon   |                                        |
| 1983      |                   | Debra O’Connor     |                                | Debra O’Connor Beverly Tang Choon   | Carl Khan Debra O’Connor               |
| 1984      |                   | Debra O’Connor     |                                | Debra O’Connor Virginia Chariandy   | Carl Khan Debra O’Connor               |
| 1985      |                   | Debra O’Connor     |                                | Debra O’Connor Virginia Chariandy   | Carl Khan Debra O’Connor               |
| 1986      |                   | Debra O’Connor     |                                | Debra O’Connor Suzie Tiexeira       | Carl Khan Debra O’Connor               |
| 1987 2018 | keine Daten       | keine Daten        | keine Daten                    | keine Daten                         | keine Daten                            |
| 2019      | Will Lee          | Chequeda De Boulet | Alistair Espinoza Will Lee     | Johannah Walker Chequeda De Boulet  | Nathaniel Khillawan Chequeda De Boulet |
| 2020 2022 | nicht ausgetragen | nicht ausgetragen  | nicht ausgetragen              | nicht ausgetragen                   | nicht ausgetragen                      |
| 2023      | Will Lee          | Chequeda De Boulet | Milind Ogale Rahul Rampersad   | Chequeda De Boulet Rhea Khan        | Will Lee Jada Renales                  |
| 2024      | Reece Marcano     | Chequeda De Boulet | Reece Marcano Zion St. Rose    | Chequeda De Boulet Rachel Khillawan | Reece Marcano Chequeda De Boulet       |